# Legnano (stad)
Legnano is een stad en gemeente in de Noord-Italiaanse metropolitane stad Milaan (regio Lombardije). De eerste vermelding van Legnano dateert uit 789. Op 29 mei 1176 vond de Slag bij Legnano plaats waarbij de Lombardische Liga Frederik Barbarossa versloeg. Ieder jaar op de laatste zondag van mei wordt dit door de stad gevierd met een palio. Giuseppe Verdi baseerde hierop in 1849 zijn opera La battaglia di Legnano.
De belangrijkste bezienswaardigheid in Legnano is de aan de Heilige Magnus opgedragen kathedraal uit 1503. In deze kerk met zijn achthoekige koepel zijn fresco's te vinden van Bernardino Lanino. Het Museo Civico Guido Sutermeister herbergt archeologische vondsten die in de omgeving gedaan zijn.

## Sport
Jaarlijks wordt in en om Legnano de internationale wielerkoers Coppa Bernocchi verreden.

## Geboren in Legnano
- Aldo Finzi (1891-1944), Joods-Italiaans politicus
- Urbain Caffi (1917–1991), Frans wielrenner
- Gianfranco Ferré (1944–2007), modeontwerper
- Danilo Goffi (1972), atleet
- Matteo Darmian (1989), voetballer